# Siv Bråten Lunde
Pour les articles homonymes, voir Lunde.
Siv Bråten Lunde, née le 31 décembre 1960, est une biathlète norvégienne.

## Carrière
Siv Bråten Lunde obtient plusieurs médailles lors des Championnats du monde de biathlon. En relais, elle obtient l'argent en 1984 et 1985 ainsi que le bronze en 1986 et en 1987, sa dernière saison au niveau international. En 1986, elle obtient également l'argent sur l'individuel. Elle obtient comme meilleur résultat en carrière la deuxième place du classement général de la première édition de la Coupe d'Europe en 1983, derrière Gry Østvik et devant Aino Kallunki. En 1985, elle s'impose sur le sprint de Lahti, sa seule victoire internationale.

## Palmarès

### Championnats du monde
| Épreuve / Édition         | Individuel               | Sprint | Relais                    |
| Mondiaux 1984 Chamonix    | 6e                       | 6e     | Médaille d'argent, monde  |
| Mondiaux 1985 Egg am Etzl | 7e                       | 12e    | Médaille d'argent, monde  |
| Mondiaux 1986 Falun       | Médaille d'argent, monde | 7e     | Médaille de bronze, monde |
| Mondiaux 1987 Lahti       | 6e                       | 5e     | Médaille de bronze, monde |

### Coupe d'Europe
- Meilleur classement général : 2e en 1983.
- 1 victoire.